# 福雷拉拜
福雷拉拜（法語：Forest-l'Abbaye，法語發音：[fɔʁɛ labei]）是法国上法蘭西大區索姆省的一个市镇，属于阿布维尔区。

## 地理
福雷拉拜（50°12'8"N, 1°49'21"E）面积3.3 平方千米，位于法国上法蘭西大區索姆省，该省份为法国北部沿海省份，北起加来海峡省和北部省，西接滨海塞纳省和大西洋英吉利海峡，南至瓦兹省，东临埃纳省。
与福雷拉拜接壤的市镇（或旧市镇、城区）包括：康希、克雷西昂蓬蒂约、拉莫特比勒、努维永。

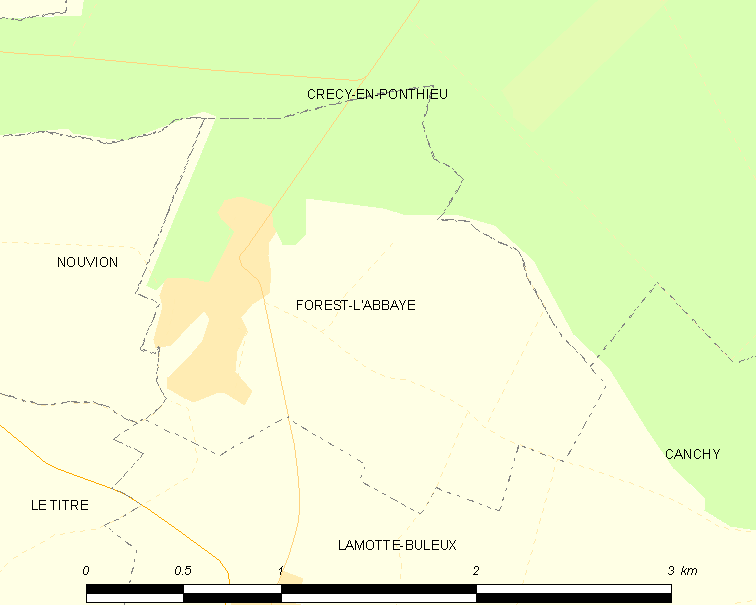
福雷拉拜的OSM定位图

福雷拉拜的时区为UTC+01:00、UTC+02:00（夏令时）。

## 行政
福雷拉拜的邮政编码为80150，INSEE市镇编码为80331。

## 政治
福雷拉拜所属的省级选区为阿布维尔第一县。

## 人口

1962-2008年间福雷拉拜人口变化图示

福雷拉拜于2022年1月1日时的人口数量为314人。